# Теруэль (провинция)
Теруэ́ль (исп. Teruel, араг. Tergüel) — провинция на востоке Испании в составе автономного сообщества Арагон. Административный центр — Теруэль.

## География
Территория — 14 804 км² (10-е место среди провинций страны).

## Демография
Население — 141 тыс. (49-е место; данные 2005 г.).